# Chimaltitán
Chimaltitán là một đô thị thuộc bang Jalisco, México. Năm 2005, dân số của đô thị này là 3382 người.